# 大畑町

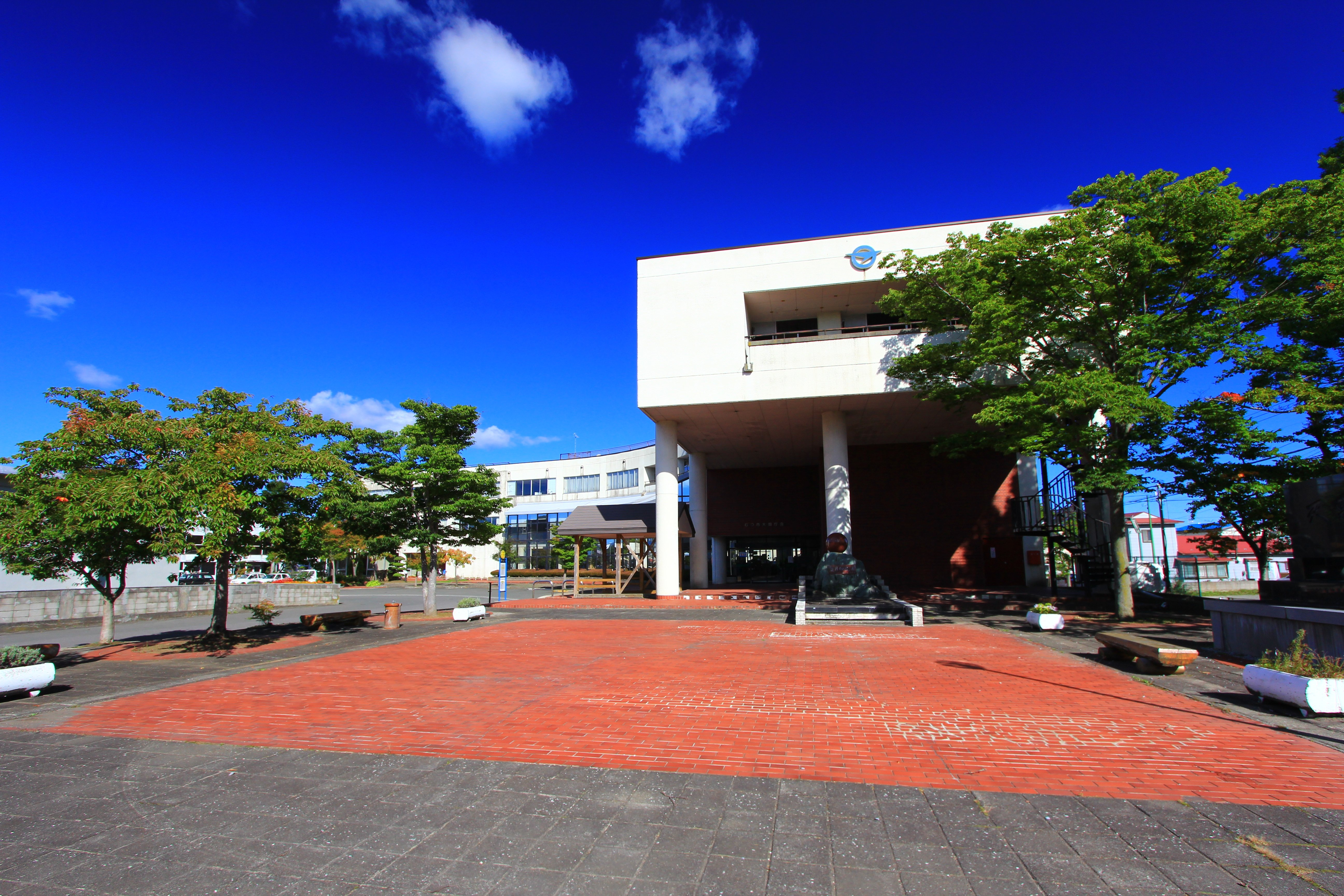
むつ市役所大畑庁舎

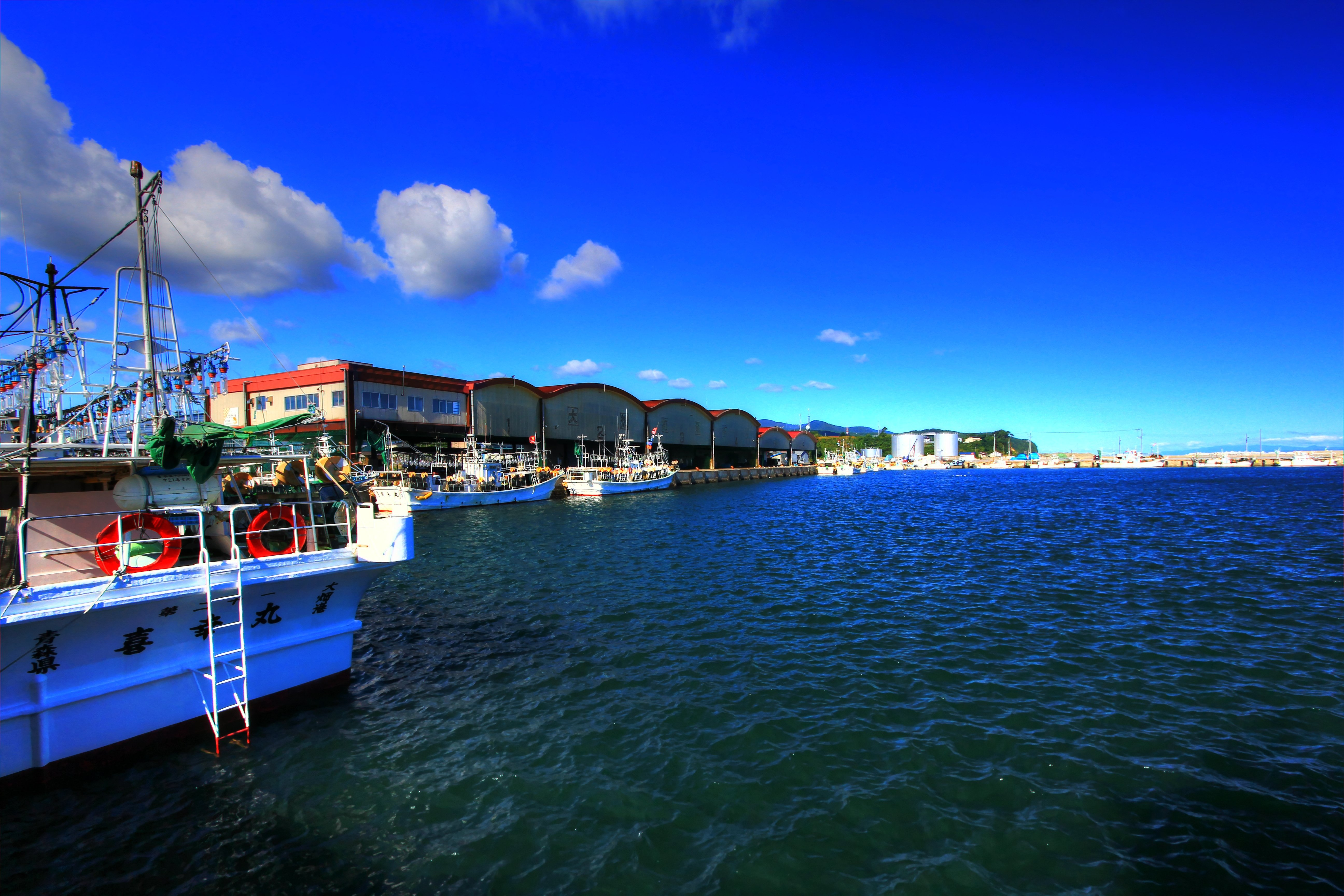
大畑漁港

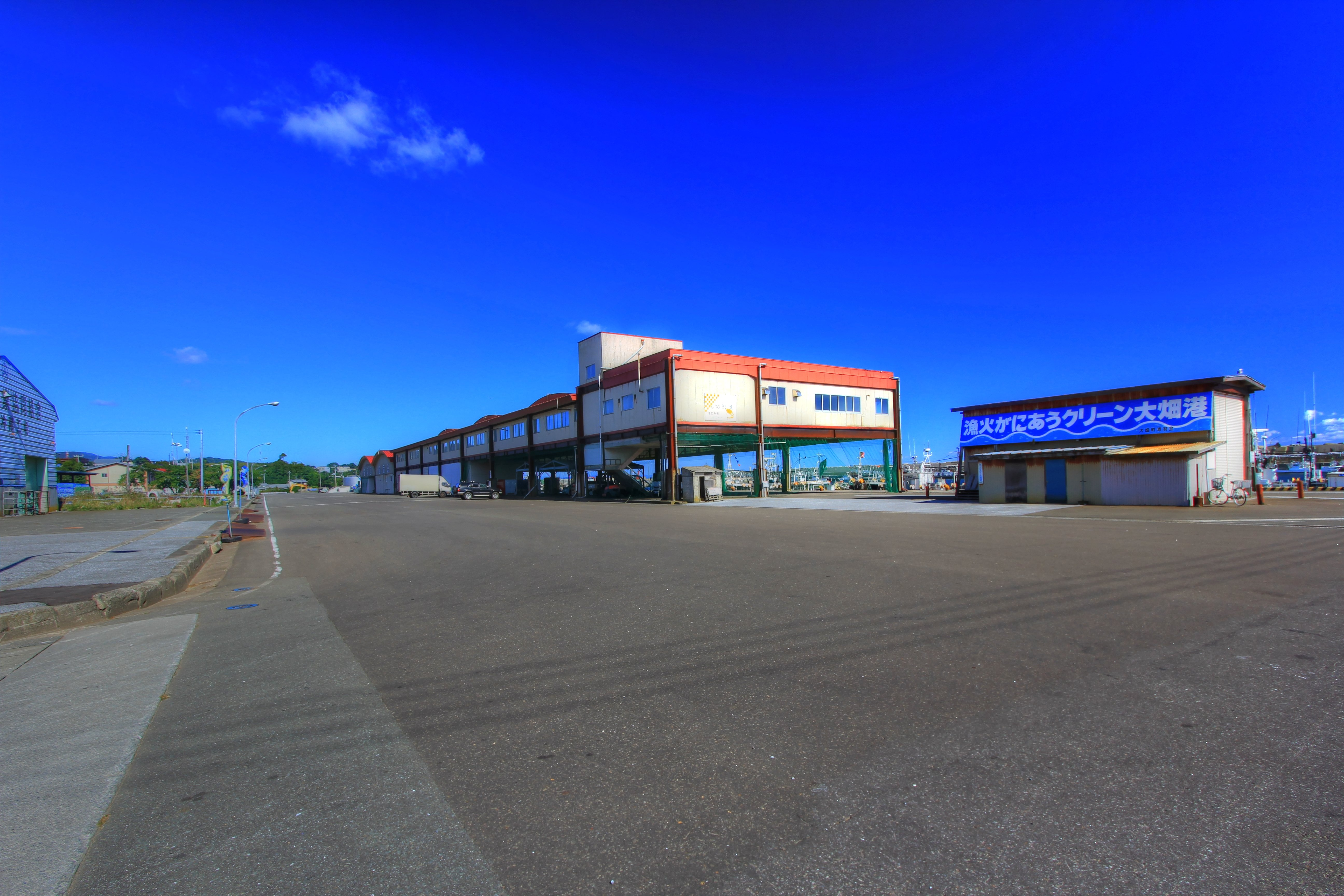
大畑町魚市場

大畑町（おおはたまち）は、青森県の下北半島の津軽海峡付近の沿岸に位置し、イカ釣りなどの漁業と林業で知られていた町である。
2005年3月14日に隣接するむつ市に編入したため廃止され、むつ市の一行政地区の大畑町となった。

## 地理
気候は、夏にやませの影響を受け、比較的冷涼である。冬は毎年数十センチの積雪がある。
- 山: 朝比奈岳など
- 河川: 大畑川
- 湖沼: 宇曽利湖

### 隣接していた自治体
- むつ市
- 下北郡：風間浦村、大間町、佐井村、川内町

## 歴史
- 1889年（明治22年）4月1日、町村制の施行により、下北郡大畑村、正津川村が合併して村制施行し、大畑村が発足[1]。
- 1932年（昭和7年）4月2日 - 火災により360戸が焼失[2]。
- 1934年（昭和9年）5月1日 - 町制施行。
- 1951年（昭和26年）7月20日 - 大畑漁港が第3種漁港に指定される。
- 2005年（平成17年）3月14日 - 下北郡川内町・脇野沢村とともにむつ市に編入。

## 歴代町長
- 1993年 - 2001年：川端一義[3]
- 2001年 - 2005年：木下千代治

## 産業

### 漁業
- 大畑漁港
- 正津川漁港
- 木野部漁港

## 姉妹都市・提携都市

### 国内
- 北海道標津町 1979年（昭和54年）2月11日

## 教育

### 高等学校
- 青森県立大畑高等学校

### 中学校
- 大畑町立大畑中学校

### 小学校
- 大畑町立佐助川小学校
- 大畑町立小目名小学校
- 大畑町立二枚橋小学校
- 大畑町立大畑小学校
- 大畑町立関根橋小学校
- 大畑町立正津川小学校

## 交通

### バス
JR東日本 大湊線下北駅前より、下北交通バスに乗車（40分）、大畑駅（バスの駅大畑）下車。

### 道路
- 一般国道
  - 国道279号
- 都道府県道
  - むつ恐山公園大畑線

## 名所・旧跡・観光スポット・祭事・催事
- 大畑祭（9月）
- 薬研温泉（国民保養温泉地）
- 薬研渓流
- 大安寺